# Jim Spencer (Produzent)
Jim Spencer ist ein Filmproduzent und bekannt für seine Arbeit an The Creator.

## Karriere
Spencer begann seine Karriere 1999 als Produktionsleiter der Fernsehserie Lonely Planet. Danach arbeitete er hauptsächlich als Linienproduzent, wo er bereits 2010 bei Monsters, dem Regiedebüt von Gareth Edwards, dabei war. Mit Edwards arbeitete er auch an The Creator zusammen. Nach eigenen Angaben produzierte er dafür 2019 einen Kurzfilm, um die Produktionsmethode vorzustellen. Bei der Produktion war besonders, dass der Film hauptsächlich vor Ort gedreht wurde und die visuellen Effekte erst in der Postproduktion hinzugefügt wurden. Zudem gab ihnen das Filmstudio große Freiheiten bei der Umsetzung.

## Filmografie (Auswahl)
- 1999: Lonely Planet (Fernsehserie)
- 2003: Coming Up (Fernsehserie)
- 2010: Monsters
- 2013: StreetDance Kids (Streets Dance Kids – Gemeinsam sind wir Stars)
- 2015: The Gamechangers (Fernsehfilm)
- 2016: Kill Command – Die Zukunft ist unbesiegbar
- 2019: The Aeronauts
- 2019: Judy (2019)
- 2023: The Creator